# Ivan Griazev
Ivan Griazev est un homme politique russe. Sous le règne de Michel III de Russie, il fut chef du Prikaze Prosolsky (chef du département de la diplomatie russe) de 1632 à 1634.